# 테카나위타
테카나위타(모호크어: Tekanawí:ta)는 전설에 따르면 호디노쇼니(이로쿼이 연맹)을 세운 건국자 중 한 명이다. 실존했다면 12세기 사람 또는 15세기 사람이었다. 이로쿼이인들은 테카나위타의 존함을 함부로 입에 올리지 않으며 스컹넝라하위(모호크어: Skén:nen rahá:wi [skʌ̃.nːʌ̃.ɾahaːwi], 영어: the Great Peacemaker→위대한 중재자)라고 높여 부른다.
테카나위타라는 이름은 “두 강이 합류함”이라는 뜻이다. 테카나위타에 관한 전설은 너무 많아서 서로 상충되는 것이 많다. 어떤 전설에서는 휴런족 출신이었다고도 하고, 어떤 전설에서는 그의 어머니가 처녀수태하여 태어났다고 한다. 어떤 전설에서는 오논다가족으로 태어나 모호크족에 입양되었다고도 한다.
어느 전승에서든 공통되는 것은, 테카나위타가 서로 싸우는 여러 부족들 간에 평화를 만들고자 했던 선지자였다는 것이다. 테카나위타에게 동참한 첫 동지는 지궁흐사세라는 여인이었다. 지궁흐사세는 교통의 요지에 집을 가지고 서로 경쟁하는 부족들의 전사들을 모두 받아 대접해 주었으며, 그의 집이 부족 지도자들이 회의하는 장소가 되었다. 이후 지궁흐사세는 “민족들의 대모(Mother of Nations)”가 되었다. 또한 언변이 뛰어난 오논다가족 하옝와트하가 테카나위타의 추종자가 되어 부족들을 구체적으로 설득하는 실무를 맡았다.
어떤 전설에 따르면, 모호크족이 처음에 제안을 거부하자 테카나위타는 자신의 신통력을 보여 그들을 설득하기로 했다. 그는 카혼요스(코호스 폭포) 위로 높이 솟은 나무에 올라간 뒤 모호크 전사들에게 나무를 베어내라고 했다. 테카나위타는 나무와 함께 모호크강의 급류 속으로 사라졌고, 구경꾼들은 그가 죽었다고 생각했으나 그는 다음날 아침 모닥불 옆에 앉아 있었다. 이 신통력에 감명받은 모호크족도 설득되어 호디노쇼니(이로쿼이 연맹)가 만들어졌다. 테카나위타에게 설득된 다섯 부족은 오논다가호에 모여서 잣나무 한 그루를 심고 그 나무를 “평화의 나무”라고 부르고 일종의 헌법인 “위대한 평화의 법”을 선포했다. 그 밖에도 테카나위타의 카누는 하늘을 날 수 있었다든지, 건드리는 사람의 병을 낫게 해주었다든지 등의 신통력에 관한 전설이 많다.
테카나위타가 세운 이로쿼이 연맹은 씨족들의 평의회를 통해 의결하고 각 마을의 추장들이 집행하는 체제를 갖추었다. 각각의 부족과 그 밑의 씨족들은 모계제로 조직되었으며, 추장은 남자들이 세습하였지만 모계로 세습되었고 씨족 대모들이 추장을 탄핵할 수 있었다. 평의회의 의결은 총의로 이루어졌고 모든 대표자는 동등한 발언권을 가졌다. 인류학자 루이스 헨리 모건은 이로쿼이 연맹이 원주민들 가운데서 패권을 잡을 수 있었던 것은 다른 원주민 부족들에 비해 우월한 사회조직과 협동성 때문이라고 생각했다.